# Philibert Smellinckx
Philibert Smellinckx (Saint-Gilles, 17 gennaio 1911 – 8 aprile 1977) è stato un calciatore belga, di ruolo difensore.

## Carriera
Vinse per 3 volte il campionato belga (1933, 1934 e 1935).

## Palmarès

### Club

#### Competizioni nazionali
- Campionato belga: 3

Union Saint-Gilloise: 1932-1933, 1933-1934, 1934-1935